# Les Folles Nuits de Caligula
Pour plus de détails, voir Fiche technique et Distribution.
Les Folles Nuits de Caligula (Le calde notti di Caligola) est une comédie érotique italienne réalisée par Roberto Bianchi Montero et sortie en 1977.
Ce produit s'inscrit dans le courant du péplum italien, exploitant les décors de la Rome antique, dans le sillage de Caligula (1979), film de Tinto Brass plusieurs fois remonté et dont le tournage a débuté en 1976.

## Synopsis
L'empereur romain Caligula, occupé à exhiber sa virilité devant le peuple lors de la fête dédiée à Priape, se rend compte qu'il est victime d'impuissance. Il suit donc le conseil de se rendre, accompagné de son serviteur Cassius, dans une clinique tenue par le magicien Barnardus et ses servantes, pour y suivre une thérapie à base d'exercices de gymnastique, de massages et de traitements sadiques. À son insu, sa femme l'impératrice, son cousin Tibère et sa sœur Livia, et deux individus désireux de comploter contre lui, s'introduisent furtivement dans la clinique. Malgré les efforts physiques auxquels il est soumis pendant le traitement, Caligula se remet en découvrant qu'il est attiré par le croupion d'une femme. En réalité, le croupion qui s'exhibe avec désinvolture appartient à Livia.

## Fiche technique
- Titre italien original : Le calde notti di Caligola[1]
- Titre français : Les Folles Nuits de Caligula ou Les Chaudes Nuits de Caligula[2]
- Réalisateur : Roberto Bianchi Montero
- Scénario : Roberto Bianchi Montero, Piero Regnoli
- Photographie : Gino Santini
- Montage : Cesare Bianchini
- Musique : Carlo Savina
- Décors : Amedeo Mellone
- Costumes : Andrea Zani
- Production : Riccardo Billi, Gioele Centanni
- Société de production : The Hundred Years Corporation
- Pays de production :  Italie
- Langue originale : italien
- Format : Couleurs par Telecolor - 1,85:1 - Son mono - 35 mm
- Durée : 89 minutes
- Genre : Comédie érotique italienne, péplum
- Dates de sortie :
  - Italie : 25 août 1977
  - France : 14 juillet 1982

## Distribution
- Carlo Colombo (it) : Caligula
- Gastone Pescucci (it) : Tibère
- Patrizia Webley : Livia, sœur de Caligula
- Enzo Monteduro (it) : Cassius / Bernardus
- Guia Lauri Filzi :
- Fernando Cerulli (it) : Kerea
- Armando Marra (it) : Servinus
- Mario Maranzana (it) : Diogène
- Silvio Noto (it) : Silvius Notus
- Donatella Damiani

## Accueil critique
Une interprétation de l'aspect voyeuriste de l'histoire, attribuée au critique Giovanni Buttafava et citée dans le Dizionario dei film italiani Stracult de Marco Giusti :

« Les allusions au voyeurisme typiques du spectateur complaisant sont très précises : pour retrouver sa virilité perdue, le héros des Folles Nuits de Caligula accepte de porter un masque qui enferme son visage, réduisant son champ de vision à un seul trou en forme de serrure, à travers lequel l'empereur voit... un strip-tease ! »

— Marco Giusti